# Козловка (Павловский район)
Козло́вка — деревня в Павловском районе Нижегородской области. Входит в состав рабочего посёлка Тумботино.